# 蛇山城 (因幡国巨濃郡)
蛇山城（じゃやまじょう）は、鳥取市福部町箭溪（やだに）にあった日本の城。

## 概要
箭溪地区の南西に位置する標高100メートル（比高90メートル）程の小高い山の山頂部の存在する。標高はあまり高くないものの、その急峻な地形は天然の要害と化している。また、鳥取城の後背地に当たる要衝の地でもある。城主の塩見氏は南北朝時代には一族と見られる塩見源太が知られているが、築城年代を南北朝期と見るのは早計であり、慎重を要する。城の縄張りから見ると戦国時代の築城ではないかと考えられている。関係史料は皆無といってよいほどであり、その詳細は不明な点が多い。天正年間、羽柴秀吉の鳥取城攻めの際に落城したと伝えられている。

## 構造
- 主郭は東西15メートル、南北8メートル程で周囲に腰曲輪を巡らし、主郭周辺には南と東側にそれぞれ3条、北側に2条の竪堀を配している。
- 西側に尾根続きの部分には2条の堀切を配し、主郭側の堀切付近には高さ70センチメートル程度の土塁が築かれ、付近には投擲用のつぶて石（河原石）が散乱している。もう一方の堀切の北側には小規模な曲輪群（削平地）が確認されるが、その他には人の手で加工された箇所は確認されない。
- 2000年（平成10年）に行われた福部村（当時）による調査結果によれば、城の縄張りが山を越えたちょうど反対側に存在する爵山城（鳥取市卯垣）のものと類似しているといい、何らかの関連が疑われている。